# Caroline Dale
Caroline Dale (ur. 1965 w Middlesbrough) – brytyjska wiolonczelistka. Grała na ścieżkach dźwiękowych do takich filmów jak: Truly, Madly, Deeply czy Hilary and Jackie. Występowała też z wieloma muzykami popowymi i rockowymi, W 1994 roku grała na akustycznych koncertach duetu Jimmy'ego Page'a i Roberta Planta. W 2001 i 2002 roku wzięła udział w koncertach Davida Gilmoura, a w 2006 gościnnie wystąpiła na albumie Gilmoura – On an Island.
Studiowała m.in. w Royal Academy of Music w Londynie, Występowała jako solistka z wieloma orkiestrami symfonicznymi.